# Orso d'oro per il miglior cortometraggio
L'Orso d'oro per il miglior cortometraggio (Goldener Berliner Bär/Kurzfilm) è un premio assegnato dal 1956 al miglior cortometraggio in concorso al Festival internazionale del cinema di Berlino. Nell'edizione del 1955 venne assegnato per la prima volta un premio al miglior cortometraggio, una "Piccola targa d'oro" vinta dal tedesco Zimmerleute des Waldes di Heinz Sielmann. A partire dall'anno successivo, i migliori corti sono stati premiati con l'Orso d'oro.
Fino al 1964 il premio è stato assegnato da un'apposita giuria internazionale, che aveva anche il compito di premiare i migliori documentari. In seguito è stato assegnato dalla stessa giuria che valutava i lungometraggi in competizione e solo a partire dal 2003 è stata reintrodotta una giuria ad hoc esclusivamente per i cortometraggi.

## Albo d'oro

### Anni 1956-1959
| Anno | Titolo            | Regista                        | Paese       |
| ---- | ----------------- | ------------------------------ | ----------- |
| 1956 | Paris la nuit     | Jacques Baratier e Jean Valère | Francia     |
| 1957 | Gente lontana     | Lionetto Fabbri                | Italia      |
| 1958 | La lunga raccolta | Lionetto Fabbri                | Italia      |
| 1959 | Prijs de zee      | Herman van der Horst           | Paesi Bassi |

### Anni 1960-1969
| Anno | Titolo                           | Regista                                | Paese          |
| ---- | -------------------------------- | -------------------------------------- | -------------- |
| 1960 | Le songe des chevaux sauvages    | Denys Colomb de Daunant                | Francia        |
| 1961 | Gesicht von der Stange?          | Raimund Ruehl                          | Germania Ovest |
| 1962 | De werkelijkheid van Karel Appel | Jan Vrijman                            | Paesi Bassi    |
| 1963 | Bowspelement                     | Charles Huguenot van der Linden        | Paesi Bassi    |
| 1964 | Kirdi                            | Max Lersch                             | Austria        |
| 1965 | Yeats Country                    | Patrick Carey                          | Irlanda        |
| 1966 | Knud                             | Jørgen Roos                            | Danimarca      |
| 1967 | Through the Eyes of a Painter    | M.F. Hussain                           | India          |
| 1968 | Portrait: Orson Welles           | François Reichenbach e Frédéric Rossif | Francia        |
| 1969 | To See Or Not To See             | Bretislav Pojar                        | Canada         |

### Anni 1970-1979
| Anno | Titolo                                          | Regista                          | Paese          |
| ---- | ----------------------------------------------- | -------------------------------- | -------------- |
| 1970 | Non assegnato                                   |                                  |                |
| 1971 | 1501 1/2                                        | Paul B. Price                    | USA            |
| 1972 | Flyaway                                         | Robin Lehman                     | Regno Unito    |
| 1973 | Colter's Hell                                   | Robin Lehman                     | Regno Unito    |
| 1974 | The Concert                                     | Claude Chagrin                   | Regno Unito    |
| 1975 | See                                             | Robin Lehman                     | USA            |
| 1976 | Horu - munakata shiko no sekai                  | Takeo Yanagawa                   | Giappone       |
| 1977 | Ortsfremd... wohnhaft vormals Mainzerlandstraße | Hedda Rinneberg e Hans Sachs     | Germania Ovest |
| 1978 | Co jsme udelali slepicím                        | Josef Hekrdle e Vladimír Jiránek | Cecoslovacchia |
| 1979 | Ubu                                             | Geoff Dunbar                     | Regno Unito    |

### Anni 1980-1989
| Anno | Titolo                                                 | Regista                           | Paese          |
| ---- | ------------------------------------------------------ | --------------------------------- | -------------- |
| 1980 | Hlavy                                                  | Petr Sís                          | Cecoslovacchia |
| 1981 | History of the World in Three Minutes Flat             | Michael Mills                     | Canada         |
| 1982 | Loutka, prítel cloveka                                 | Ivan Renc                         | Cecoslovacchia |
| 1983 | Možnosti dialogu                                       | Jan Švankmajer                    | Cecoslovacchia |
| 1984 | Cykelsymfonien                                         | Åke Sandgren                      | Danimarca      |
| 1985 | Nr. 1 - Aus Berichten der Wach- und Patrouillendienste | Helke Sander                      | Germania Ovest |
| 1986 | Tom Goes to the Bar                                    | Dean Parisot                      | USA            |
| 1987 | Curriculum vitae                                       | Pavel Koutský                     | Cecoslovacchia |
| 1988 | Oblast                                                 | Zdravko Barisic                   | Jugoslavia     |
| 1989 | Pas à deux                                             | Monique Renault e Gerrit van Dijk | Paesi Bassi    |

### Anni 1990-1999
| Anno | Titolo                  | Regista             | Paese             |
| ---- | ----------------------- | ------------------- | ----------------- |
| 1990 | Mistertao               | Bruno Bozzetto      | Italia            |
| 1991 | Six Point Nine          | Dan Bootzin         | USA               |
| 1992 | Non assegnato           |                     |                   |
| 1993 | Bolero                  | Ivan Maksimov       | Russia            |
| 1994 | Hamu                    | Ferenc Cakó         | Ungheria          |
| 1995 | Repete                  | Michaela Pavlátová  | Repubblica Ceca   |
| 1995 | My Baby Left Me         | Milorad Krstic      | Ungheria          |
| 1996 | Pribitie poezda         | Andrei Zhelezniakov | Russia            |
| 1997 | Senaste Nytt            | Per Carleson        | Svezia            |
| 1998 | Ik beweeg, dus ik besta | Gerrit van Dijk     | Paesi Bassi       |
| 1999 | Faraon                  | Sergei Ovcharov     | Russia            |
| 1999 | Masky                   | Piotr Karwas        | Germania, Polonia |

### Anni 2000-2009
| Anno | Titolo                                  | Regista            | Paese             |
| ---- | --------------------------------------- | ------------------ | ----------------- |
| 2000 | Hommage à Alfred Lepetit                | Jean Rousselot     | Francia           |
| 2001 | Âme noire - Black Soul                  | Martine Chartrand  | Canada            |
| 2002 | At Dawning                              | Martin Jones       | Regno Unito       |
| 2003 | (A)Torzija                              | Stefan Arsenijevic | Slovenia          |
| 2004 | Un cartus de kent si un pachet de cafea | Cristi Puiu        | Romania           |
| 2005 | Milk                                    | Peter Mackie Burns | Regno Unito       |
| 2006 | Aldrig som första gången!               | Jonas Odell        | Svezia            |
| 2007 | Raak                                    | Hanro Smitsman     | Paesi Bassi       |
| 2008 | O zi buna de plaja                      | Bogdan Mustață     | Romania           |
| 2009 | Please Say Something                    | David O'Reilly     | Germania, Irlanda |

### Anni 2010-2019
| Anno | Titolo                                   | Regista                          | Paese               |
| ---- | ---------------------------------------- | -------------------------------- | ------------------- |
| 2010 | Händelse vid bank                        | Ruben Östlund                    | Svezia              |
| 2011 | Paranmanjang                             | Park Chan-kyong e Park Chan-wook | Corea del Sud       |
| 2012 | Rafa                                     | João Salaviza                    | Portogallo, Francia |
| 2013 | La fugue                                 | Jean-Bernard Marlin              | Francia             |
| 2014 | Tant qu'il nous reste des fusils à pompe | Caroline Poggi e Jonathan Vinel  | Francia             |
| 2015 | Hosanna                                  | Na Young-kil                     | Corea del Sud       |
| 2016 | Balada de um Batráquio                   | Leonor Teles                     | Portogallo          |
| 2017 | Small Town                               | Diogo Costa Amarante             | Portogallo          |
| 2018 | The Men Behind the Wall                  | Ines Moldavsky                   | Israele             |
| 2019 | Umbra                                    | Florian Fischer e Johannes Krell | Germania            |

### Anni 2020-2029
| Anno | Titolo        | Regista                   | Paese            |
| ---- | ------------- | ------------------------- | ---------------- |
| 2020 | T             | Keisha Rae Witherspoon    | USA              |
| 2021 | Nanu Tudor    | Olga Lucovnicova          | Moldavia         |
| 2022 | Trap          | Anastasia Veber           | Russia, Lituania |
| 2023 | Les chenilles | Michelle e Noel Keserwany | Francia          |